# Johanna II van Dreux
Johanna II van Dreux (circa 1309 - 1355) was van 1346 tot aan haar dood gravin van Dreux en Braine. Zij behoorde tot het huis Dreux-Bretagne.

## Levensloop
Johanna was de dochter van graaf Jan II van Dreux en diens tweede echtgenote Perrenella van Sully, dochter van heer Hendrik III van Sully. Na de overlijdens van haar halfbroers Robert V, Jan III en Peter en haar nicht Johanna I erfde ze in 1346 de graafschappen Dreux en Braine, die ze bestuurde tot aan haar dood in 1355.
In 1330 huwde ze met burggraaf Lodewijk I van Thouars (overleden in 1370), waardoor het graafschap Dreux na haar overlijden in handen kwam van het huis Thouars. Johanna en Lodewijk kregen volgende kinderen:
- Simon (overleden in 1365), graaf van Dreux, huwde met Johanna, dochter van Jan van Artesië, graaf van Eu.
- Petronella (overleden in 1397), co-gravin van Dreux, huwde eerst in 1345 met Amalrik van Craon en daarna in 1376 met Tristan Rouault de Boisménard.
- Isabella (overleden in 1397), co-gravin van Dreux, huwde eerst met Gwijde van Nesles, daarna in 1356 met Ingelger I van Amboise en ten slotte met Willem van Harcourt.
- Margaretha (overleden in 1397), co-gravin van Dreux, huwde eerst met Thomas de Chemille en daarna met Guy Turpin, heer van Crisse.